# Förbandsteknik
Ett förband är en sammanfogning av två beståndsdelar i en teknisk anordning. Det finns många olika typer av förband, som har olika egenskaper när det gäller ekonomi, hållfasthet med mera.

## Typer av förband
- svetsförband
- limförband
- lödning
- murförband
- bomförband
- kilförband
- Träförbindningar med beslag

### Förband med genomgående komponenter
- spikförband
- skruvförband
- nitförband
- dymlingsförband
- söm

## Träförband
- knutförband
- spikförband
- skruvförband
- bultförband
- dymlingsförband
- limförband

### Förbindningar i möbler
- limfog
- falsning
- notspår
  - notspår med lös sleif
  - notspår och fjäder
- gradning
- tappning
  - nagel och kil
  - nagel och slits

### Ramförbindningar
- slits med tapp eller fjäder
- centrumtappar
- ramar med fals

### Sinkning
- öppen sinkning
- halvförtäckt sinkning
- helförtäckt sinkning